# Хосокава, Тосио
Тосио Хосокава (яп. 細川俊夫, Хосокава Тосио, 23 октября 1955, Хиросима) — японский композитор и педагог.

## Биография
Родился в 1955 году в Хиросиме. Первые уроки музыки брал у матери, которая играла на японском традиционном инструменте кото. В начале творческого пути не проявлял интерес к народной музыке. Его больше увлекала европейская музыка: сначала Моцарт и Бетховен, а затем И. С. Бах и Шуберт. Изучал композицию и фортепиано в Токийском университете с 1971 по 1976 года. В этот период он услышал два сочинения корейского композитора Исана Юна: Reak (1966) и Dimensionen (1971). По его собственным словам: «Музыка Исана Юна произвела на меня такое впечатление, как будто большой поток азиатской звуковой вселенной проплыл передо мной». В этом же году решил отправиться в Западный Берлин, чтобы изучать композицию у Исана Юна в Берлинском университете искусств. По классу фортепиано занимался у Ролфа Кунерта, а анализ проходил у Витольда Салонека. Далее, в 1983—1986 учился у Клауса Хубера и Брайана Фернихоу во Фрайбургской Высшей школе музыки. С этого периода началось его увлечение традиционной музыкой. Несколько десятилетий прожил в Германии, Австрии, Швейцарии. В 2005 году в Зальцбурге с Венским филармоническим оркестром с успехом прошла премьера его сочинения Circulating Ocean (дирижировал Валерий Гергиев)

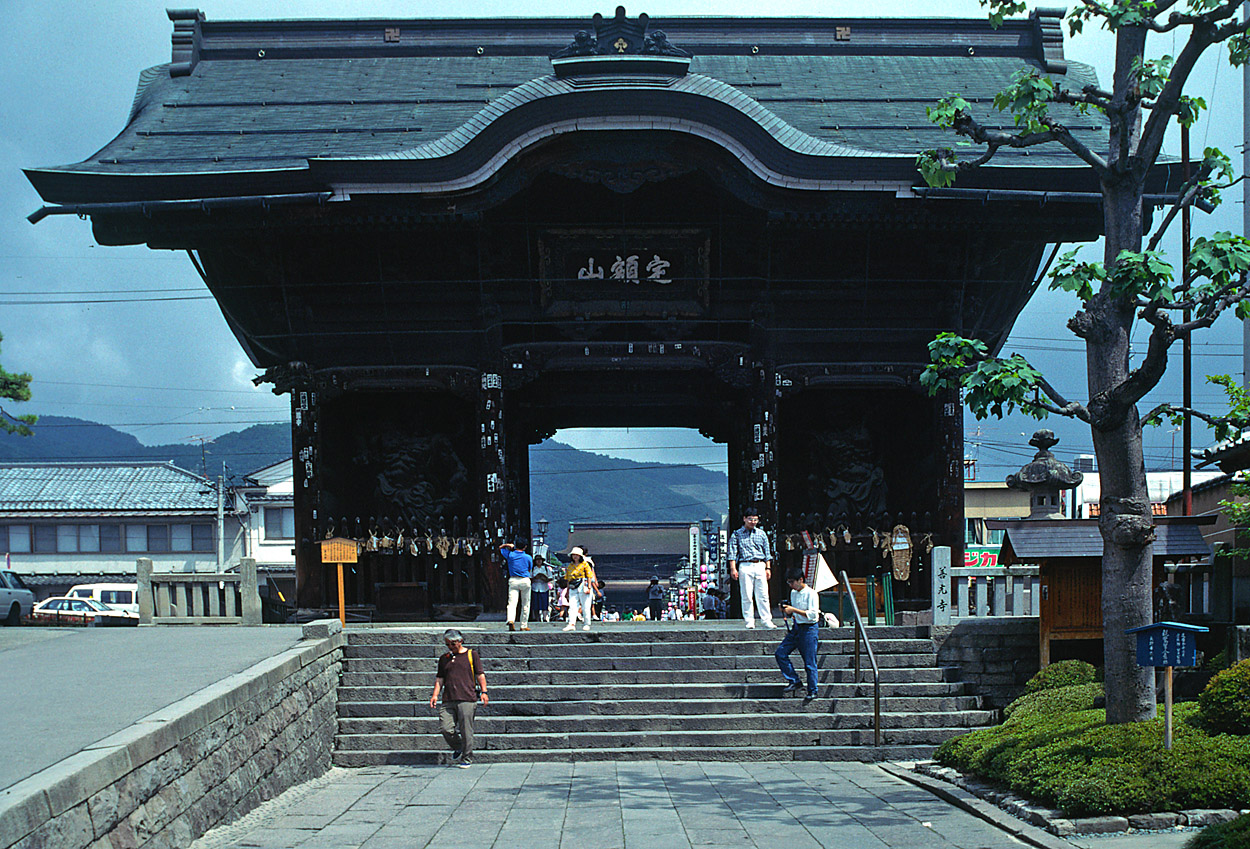
Буддистский храм в Нагано

## Достижения и признание
Первая премия на конкурсе композиторов к 100-летию Берлинского филармонического оркестра (1982), Премия Киото (1988), музыкальная премия г. Дуйсбург (1998) и др. Приглашенный композитор или лектор в Дармштадте (с 1990), на Венецианской Биеннале (1995, 2001), Мюнхенской Биеннале (1998), Международной летней академии Моцартеум в Зальцбурге (1998), Международной музыкальной неделе в Люцерне (2000), музыкальных фестивалях в Мюнхене (2001), Хельсинки (2003) и др. В 2004 — приглашенный профессор в Токийском музыкальном колледже.
Живёт в г. Нагано.

## Сочинения

### Оперы
- Vision of Lear (1998)
- Hanjo (2004)
- Matsukaze (2011, по драме театра Но, поставлена в брюссельском театре Ла Монне, хореография Саши Вальц, дирижёр Пабло Эрас-Касадо, в заглавной роли — Барбара Ханниган)
- The Raven (2011-2012, монодрама для меццо-сопрано и 12 инструментов на стихи Эдгара По)

### Оркестровые сочинения
- Ferne Landschaft I (1987)
- Ferne Landschaft II (1996)
- Ferne Landschaft III (1996)
- Voiceless coice in Hiroshima (1989—2000-2001)
- Concerto for saxophone and orchestra (1998—1999)
- Wind from the ocean (2003)
- Circulating ocean, сюита в 11 частях (2005)
- Lotus under the moonlight, концерт для фортепиано (2006)
- Moment of Blossoming, концерт для валторны (2010)
- Blossoming II, для камерного оркестра (2011)

### Камерная музыка
- Winter bird (1978)
- Sen I—VII (1984—1995)
- Voyage I—VI (1991-)
- Vertical Time Study I—III (1992—1994)
- Memory — In memory of Isang Yun (1995)
- Threnody: To the Victims of the Tōhoku Earthquake 3.11 (2011)

### Хоровые сочинения
- Tenebrae (1993)
- Mein Herzensgrund, unendlich tief (2004)
- Ave Maria

### Музыка для традиционных японских инструментов
- New Seed of Contemplation — Mandala (1985—1995)
- Koto-uta, обработка традиционной японской музыки (1999)
- Garden at First Light (2003)

### Музыка к кинофильмам
- Жало смерти (死の棘), реж. Кохэй Огури, 1990
- Спящий (眠る男), реж. Кохэй Огури, 1996